# 암트랙의 운행 노선

암트랙 노선망

아래는 암트랙의 운행 노선 목록이다. (2016년 1월 현재)

## 운행 노선
| 열차명                        | 영어명                                                     | 열차 번호                                                                                            | 기점                             | 종점                                             | 비고                                                                                               |
| 아셀라 익스프레스             | Acela Express                                              | 2100 ~ 2297                                                                                          | 매사추세츠주 보스턴              | 워싱턴 D.C.                                      | 고속열차 운행                                                                                      |
| 애디론댁                      | Adirondack                                                 | 68, 69                                                                                               | 캐나다 퀘벡주 몬트리올           | 뉴욕주 뉴욕                                      | 매일                                                                                               |
| 암트랙 케스케이즈             | Amtrak Cascades                                            | 500 ~ 517                                                                                            | 캐나다 브리티시컬럼비아주 밴쿠버 | 오리건주 유진                                    | 매일 수편                                                                                          |
| 오토트레인                    | Auto Train                                                 | 52, 53                                                                                               | 버지니아주 로턴                  | 플로리다주 샌포드                                | 매일                                                                                               |
| 블루워터                      | Blue Water                                                 | 364, 365                                                                                             | 일리노이주 시카고                | 미시간주 포트휴런                                | 매일 1회 왕복 및 미시간 서비스 노선                                                                |
| 캘리포니아 제퍼               | California Zephyr                                          | 5, 6                                                                                                 | 일리노이주 시카고                | 캘리포니아주 에머리빌                            | 매일                                                                                               |
| 캐피톨 코리더                 | Capitol Corridor                                           | 518 ~ 553, 720 ~ 751                                                                                 | 캘리포니아주 오번                | 캘리포니아주 산호세                              | 매일 수편 운행 및 일부 편수의 경우 새크라멘토 ~ 오클랜드간 1일 15회 운행                           |
| 캐피톨 리미티드               | Capitol Limited                                            | 29, 30                                                                                               | 워싱턴 D.C.                      | 일리노이주 시카고                                | 매일                                                                                               |
| 카디널                        | Cardinal                                                   | 50, 51                                                                                               | 뉴욕주 뉴욕                      | 일리노이주 시카고                                | 주 3일 신시내티 경유                                                                               |
| 칼 샌드버그                   | Carl Sandburg                                              | 381, 382                                                                                             | 일리노이주 시카고                | 일리노이주 퀸시                                  | 매일 일리노이 서비스 노선                                                                          |
| 캐롤리니안                    | Carolinian                                                 | 79, 80                                                                                               | 뉴욕주 뉴욕                      | 노스캐롤라이나주 샬럿                            | 매일                                                                                               |
| 시티 오브 뉴올리언스          | City of New Orleans                                        | 58, 59                                                                                               | 일리노이주 시카고                | 루이지애나주 뉴올리언스                          | 매일                                                                                               |
| 코스트 스타라이트             | Coast Starlight                                            | 11, 14                                                                                               | 워싱턴주 시애틀                  | 캘리포니아주 로스앤젤레스                        | 매일                                                                                               |
| 크레센트                      | Crescent                                                   | 19, 20                                                                                               | 뉴욕주 뉴욕                      | 루이지애나주 뉴올리언스                          | 매일                                                                                               |
| 다운 이스터                   | Downeaster                                                 | 680 ~ 699                                                                                            | 메인주 포틀랜드                  | 매사추세츠주 보스턴                              | 매일 수편                                                                                          |
| 엠파이어 빌더                 | Empire Builder                                             | 7, 8 27, 28                                                                                          | 일리노이주 시카고                | 오리건주 포틀랜드 워싱턴주 시애틀                | 매일 스포켄에서 시애틀 발착과 포틀랜드 발착이 연결 및 분리                                         |
| 엠파이어 서비스               | Empire Service                                             | 230 ~ 288                                                                                            | 뉴욕주 뉴욕                      | 뉴욕주 나이아가라 폭포                           | 매일 수편                                                                                          |
| 이선 앨런 익스프레스          | Ethan Allen Express                                        | 290 ~ 296                                                                                            | 버몬트주 러틀랜드                | 뉴욕주 뉴욕                                      | 매일                                                                                               |
| 허트랜드 플라이어             | Heartland Flyer                                            | 821, 822                                                                                             | 오클라호마주 오클라호마시티      | 텍사스주 포트워스                                | 매일                                                                                               |
| 하이아워사                    | Hiawatha                                                   | 329 ~ 342                                                                                            | 위스콘신주 밀워키                | 일리노이주 시카고                                | 매일 수편                                                                                          |
| 후시어 스테이트               | Hoosier State                                              | 850, 851                                                                                             | 인디애나주 인디애나폴리스        | 일리노이주 시카고                                | 매일 (카디널호의 경우 일부 노선을 운행)                                                            |
| 일리니                        | Illinois                                                   | 392, 393                                                                                             | 일리노이주 시카고                | 일리노이주 카번데일                              | 매일 일리노이 서비스 노선                                                                          |
| 일리노이 서비스               | Illinois Service                                           | 노선 참조                                                                                            | 일리노이주 시카고                | 일리노이주 퀸시, 카번데일, 미주리주 세인트루이스 | Carl Sandburg/Illini/Illinois Zephyr/Lincoln Service/Saluki의 5개 노선을 통합한 명칭               |
| 일리노이 제퍼                 | Illinois Zephyr                                            | 380 ~ 383                                                                                            | 일리노이주 시카고                | 일리노이주 퀸시                                  | 매일 일리노이 서비스 노선                                                                          |
| 키스톤                        | Keystone                                                   | 600 ~ 672                                                                                            | 뉴욕주 뉴욕                      | 펜실베이니아주 해리스버그                        | 매일 수편 운행                                                                                     |
| 레이크쇼 리미티드             | Lake Shore Limited                                         | 48, 49 448, 449                                                                                      | 뉴욕주 뉴욕, 매사추세츠주 보스턴 | 일리노이주 시카고                                | 매일 오르바니에서 뉴욕 발착과 보스턴 발착이 연결 및 분리                                           |
| 링컨 서비스                   | Lincoln Service                                            | 300 ~ 307                                                                                            | 일리노이주 시카고                | 미주리주 세인트루이스                            | 매일 일리노이 서비스 노선                                                                          |
| 메이플 리프                   | Maple Leaf                                                 | 63, 64                                                                                               | 캐나다 온타리오주 토론토         | 뉴욕주 뉴욕                                      | 매일                                                                                               |
| 미시간 서비스                 | Michigan Services                                          | 노선 참조                                                                                            | 일리노이주 시카고                | 미시간주 포트휴런, 그랜드래피즈, 폰티악          | Blue Water/Pere Marquette/Wolverine의 3개 노선을 통합한 명칭                                       |
| 미주리 리버 러너              | Missouri River Runner                                      | 311, 313 314, 316                                                                                    | 미주리주 캔자스시티              | 미주리주 세인트루이스                            | 매일                                                                                               |
| 노스이스트 리저널             | Northeast Regional                                         | 66, 67, 78, 82 ~ 88, 93 ~ 95, 99, 110, 111, 121, 125 127, 129 ~ 131, 133 ~ 143, 145 ~ 148, 150 ~ 199 | 매사추세츠주 보스턴 스프링필드   | 버지니아주 뉴포트뉴스                            | 매일                                                                                               |
| 퍼시픽 서프라이너             | Pacific Surfliner                                          | 562 ~ 597 763 ~ 799                                                                                  | 캘리포니아주 샌루이스오비스포    | 캘리포니아주 샌디에이고                          | 매일 수편 운행 로스앤젤레스 ~ 샌디에이고 노선의 경우 1일 8회 운행 1999년에 San Diegans로부터 개칭. |
| 팔메토                        | Palmetto                                                   | 89, 90                                                                                               | 뉴욕주 뉴욕                      | 조지아주 서배너                                  | 매일                                                                                               |
| 펜실베이니언                  | Pennsylvanian                                              | 42, 44                                                                                               | 뉴욕주 뉴욕                      | 펜실베이니아주 피츠버그                          | 매일                                                                                               |
| 피어마켓                      | Pere Marquette                                             | 370, 371                                                                                             | 일리노이주 시카고                | 미시간주 그랜드래피즈                            | 매일 1회 왕복, 미시간 서비스 노선                                                                  |
| 피드몬트                      | Piedmont                                                   | 73, 76                                                                                               | 노스캐롤라이나주 롤리            | 노스캐롤라이나주 샬럿                            | 매일                                                                                               |
| 살루키                        | Saluki                                                     | 390, 391                                                                                             | 일리노이주 시카고                | 일리노이주 카번데일                              | 매일 일리노이 서비스 노선                                                                          |
| 샌와킨스                      | San Joaquins                                               | 701 ~ 718                                                                                            | 캘리포니아주 오클랜드            | 캘리포니아주 베이커즈필드                        | 매일 수편 운행                                                                                     |
| 뉴헤이번 스프링필드 선 (셔틀) | New Haven–Springfield Line (New Haven–Springfield Shuttle) | 401, 405, 450, 460, 463, 464, 466, 467, 470 475, 476, 479, 488, 490, 493 ~ 495, 497                  | 코네티컷주 뉴헤이번              | 매사추세츠주 스프링필드                          | |
| 실버 메테오                   | Silver Meteor                                              | 97, 98                                                                                               | 뉴욕주 뉴욕                      | 플로리다주 마이애미                              | 매일 실버 서비스 노선                                                                              |
| 실버 서비스                   | Silver Service                                             | 노선 참조                                                                                            | 뉴욕주 뉴욕                      | 플로리다주 마이애미                              | 실버 메테오와 실버 스타의 2개 노선을 통합한 명칭                                                   |
| 실버 스타                     | Silver Star                                                | 91, 92                                                                                               | 뉴욕주 뉴욕                      | 플로리다주 마이애미                              | 매일 실버 서비스의 노선                                                                            |
| 사우스웨스트 치프             | Southwest Chief                                            | 3, 4                                                                                                 | 일리노이주 시카고                | 캘리포니아주 로스앤젤레스                        | 매일                                                                                               |
| 선셋 리미티드                 | Sunset Limited                                             | 1, 2                                                                                                 | 루이지애나주 뉴올리언스          | 캘리포니아주 로스앤젤레스                        | 주 3일                                                                                             |
| 텍사스 이글                   | Texas Eagle                                                | 21, 22 321, 322 421, 422                                                                             | 일리노이주 시카고                | 텍사스주 샌안토니오                              | 매일 선셋 리미트호 운행의 경우 샌안토니오를 연결해 로스앤젤레스까지 운행                           |
| 버몬터                        | Vermonter                                                  | 54, 57                                                                                               | 버몬트주 세인트올번스            | 워싱턴 D.C.                                      | 매일                                                                                               |
| 울버린                        | Wolverine                                                  | 350, 355                                                                                             | 일리노이주 시카고                | 미시간주 폰티악                                  | 매일 3회 왕복 미시간 서비스 노선, 디트로이트를 경유                                                |